# Коробкин, Василий Михайлович
Василий Михайлович Коробкин (1900, село Шебекино Белгородского уезда Курской губернии, теперь город Шебекино, Белгородская область, Российская Федерация — 1941, Крымская АССР) — советский партийный и государственный деятель, 2-й секретарь Крымского областного комитета ВКП(б).

## Биография
Родился в семье рабочего-извозчика. В 1913 году окончил двухклассное училище в селе Шебекино. В мае 1913 — декабре 1917 г. — слесарь сахарного завода Ребендера в Шебекино.
В декабре 1917 — мае 1918 г. — красногвардеец Белгородского красногвардейского отряда. Участник Гражданской войны в России. В мае 1918 — июне 1919 г. — красноармеец 5-го Курского полка Инзенской революционной дивизии РККА. В июне 1919 — мае 1920 г. — курсант годовалой 1-й школы красных командиров в городе Орле.
Член РКП(б) с ноября 1919 года.
В мае — сентябре 1920 г. — начальник пулемётной команды 11-го отделения Полтавского стрелкового полка РККА. В сентябре 1920 — июне 1921 г. — командир роты 8-го Украинского и 3-го Заволжского полков РККА.
В июне 1921 — октябре 1923 г. — командир роты Частей особого назначения (ЧОП) в Харькове. В октябре 1923 — декабре 1926 г. — ответственный приёмщик отдела снабжения штаба Украинского военного округа.
В декабре 1926 — январе 1928 г. — начальник спецчасти Всеукраинского союза потребительских обществ в Харькове.
В январе 1928 — феврале 1930 г. — директор масляного завода в селе Веселое Мелитопольского округа. В феврале 1930 — октябре 1932 г. — директор Мелитопольской межрайонной конторы Республиканского треста масличной промышленности. В октябре 1932 — в мае 1933 г. — директор Днепропетровского областного отдела Республиканского треста масличной промышленности. В мае 1933 — июле 1934 г. — заместитель директора по производственной части Республиканского треста масличной промышленности в Киеве.
В июле 1934 — феврале 1935 г. — начальник политического отдела Березовской машинно-тракторной станции Одесской области. В феврале 1935 — январе 1938 г. — директор машинно-тракторной станции в селе Великая Благовещенка Одесской области.
В январе — июне 1938 г. — 1-й секретарь Горностаевского районного комитета КП(б)В Николаевской области.
В июне 1938 — феврале 1939 г. — заведующий отделом сельского хозяйства Николаевского областного комитета КП(б)У.
В феврале 1939 — январе 1940 г. — 2-й секретарь Крымского областного комитета ВКП(б). В январе — октябре 1940 г. — не работал по болезни.
В октябре 1940 — апреле 1941 г. — начальник Управления государственной инспекции по качеству сельскохозяйственных продуктов Народного комиссариата заготовок СССР по Крымской АССР.
В апреле — июле 1941 г. — 1-й секретарь Маяк-Салинского районного комитета ВКП(б) Крымской области. Уволен с должности из-за болезни. Умер в Крымской АССР в августе 1941 года.